# Euchalcia paulina
Euchalcia paulina là một loài bướm đêm trong họ Noctuidae.